# Dalälven
Dalälven (traducibile come fiume Dal) è un fiume della Svezia centrale che scorre nel nord di Dalarna e raggiunge il mar Baltico dell'Uppland. La parte superiore del corso del fiume è formata dalla confluenza dei fiumi Österdalälven e Västerdalälven nelle vicinanze della cittadina di Djurås. Con una lunghezza di 541 km è il terzo fiume più lungo della Svezia. È sfruttato per il suo potenziale idroelettrico. La più grande centrale elettrica si trova presso la diga di Trängslet.
Il fiume passa anche all'interno del parco nazionale Farnebofjärden.